# Claudio Mottura
Claudio Mottura (Rosario) es un músico y cantante argentino. Fue uno de los fundadores y la voz principal del famoso grupo de rock Identi-Kit. En la década de 2010 volvió a ser el líder de la nueva versión de la banda, IDENTIKIT 2012, también llamados Los Idénticos. Actualmente desarrolla una carrera como solista con su banda, llamada Mottura y los 300.